# Гвидо да Вико
Гвидо да Вико, или Гвидо Пизанский (Guido Da Vico, или Guido da Caprona) — католический церковный деятель XII века. На консистории 1130 года объявлен кардиналом-дьяконом с титулярной диаконией Санти-Козма-э-Дамиано. Участвовал в выборах папы Целестина II (1143), Луция II (1144) и Евгения III (1145).